# Slovenská ľudová strana
Slovenská ľudová strana (česky Slovenská lidová strana, zkratka SĽS) je národně orientovaná politická strana působící na Slovensku. Předsedou strany je Jozef Sásik. Volební preference této strany jsou velmi nízké.

## Historie a program
Strana se hlásí k odkazu historické Hlinkovy slovenské ľudové strany. V letech 1994-1995 vystupovala pod názvem SĽS - Slovenský ľudový blok. Do roku 1998 byl předsedou strany Andrej Trnovec.
Strana byla zaregistrována u ministerstva vnitra 5. dubna 1990, tvrdí však, že tehdy došlo pouze k jejímu znovuobnovení a jako den vzniku chce mít zapsaný 14. prosinec 1905, den vzniku Hlinkovy slovenské ľudové strany. (Ta byla však nařízením Slovenské národní rady roku 1944 rozpuštěna.)
Tato skutečnost byla příčinou návrhu na její rozpuštění, které v říjnu 2009 podal generální prokurátor Dobroslav Trnka u Nejvyššího soudu Slovenské republiky
Strana se též hlásí k válečnému Slovenskému státu, prosazuje rehabilitaci Jozefa Tisa a opírá se o ľuďáckou tradici.

## Volební výsledky
- Parlamentní volby 2002 - strana sa samostatně ve volbách nezúčastnila, její členové byli na kandidátní listině SNS, ta získala 3,32 % hlasů
- Volby do Evropského parlamentu 2004 - strana získala 0,17 % hlasů
- Parlamentní volby 2006 - strana získala 0,16 % hlasů
- Volby do Evropského parlamentu 2019 - strana získala 0,29 % hlasů
- Parlamentní volby 2020 - strana získala 0,28 % hlasů